# Liga Futbolu Amerykańskiego 2 2019
La Liga Futbolu Amerykańskiego 2 2019 è la 2ª edizione del campionato di football americano di secondo livello, organizzato dalla Liga Futbolu Amerykańskiego in seguito alla scissione federale avvenuta alla fine del 2017.

## Squadre partecipanti
| Club                     | Città            | Stadio | Sponsor ufficiale | Risultato nella stagione 2018 |
| ------------------------ | ---------------- | ------ | ----------------- | ----------------------------- |
| Angels Toruń             | Toruń            |        |                   |                               |
| Armada Szczecin          | Stettino         |        |                   |                               |
| Białe Lwy Gdańsk         | Danzica          |        |                   |                               |
| Hammers Łaziska Górne    | Łaziska Górne    |        |                   |                               |
| Jaguars Kąty Wrocławskie | Kąty Wrocławskie |        |                   |                               |
| Miners Wałbrzych         | Wałbrzych        |        |                   |                               |
| Przemyśl Bears           | Przemyśl         |        |                   |                               |
| Rzeszów Rockets          | Rzeszów          |        |                   |                               |
| Silesia Rebels           | Katowice         |        |                   |                               |
| Tytani Lublin            | Lublino          |        |                   |                               |

## Stagione regolare

### Calendario

#### 1ª giornata
| Przemyśl 18 maggio 2019, ore 12:30 | Przemyśl Bears | 6 – 28 referto | Silesia Rebels | Stadion im. mjr. Mieczysława Słabego\| Arbitro: \| Żołądek \| |
| Arbitro:                           | Żołądek        |                |                |                                                               |

| Rzeszów 19 maggio 2019 | Rzeszów Rockets | 49 – 0 (6-0 21-0 7-0 15-0) referto | Tytani Lublin | Stadion Resovii (boisko boczne)\| Arbitro: \| Oraczewski \| |
| Arbitro:               | Oraczewski      |                                    |               |                                                             |

#### 2ª giornata
| Łaziska Górne 25 maggio 2019, ore 14:30 | Hammers Łaziska Górne | 12 – 6 referto | Przemyśl Bears | Boisko Polonii Łaziska\| Arbitro: \| Grabarek \| |
| Arbitro:                                | Grabarek              |                |                |                                                  |

#### 3ª giornata
| Kąty Wrocławskie 8 giugno 2019 | Jaguars Kąty Wrocławskie | 7 – 17 referto | Miners Wałbrzych | Boisko przy GOKiS Kąty Wrocławskie |

| Toruń 8 giugno 2019, ore 19:00 | Angels Toruń | 38 – 7 (6-0 6-0 26-0 0-7) referto | Białe Lwy Gdańsk | Boisko MOSiR |

| Katowice 9 giugno 2019 | Silesia Rebels | 31 – 10 referto | Rzeszów Rockets | MOSiR Szopienice |

| Lublino 9 giugno 2019, ore 14:30 | Tytani Lublin | 34 – 19 referto | Hammers Łaziska Górne | Stadion Lekkoatletyczny w Lublinie |

#### 4ª giornata
| Danzica 15 giugno 2019, ore 12:00 | Białe Lwy Gdańsk | 0 – 24 (0-9 0-2 0-7 0-6) referto | Armada Szczecin | Stadio di atletica leggera e rugby |

| Przemyśl 15 giugno 2019, ore 15:30 | Przemyśl Bears | 14 – 12 referto | Tytani Lublin | Stadion im. mjr. Mieczysława Słabego |

| Wałbrzych 16 giugno 2019, ore 15:00 | Miners Wałbrzych | 28 – 14 referto | Angels Toruń | Stadion Tysiąclecia w Wałbrzychu |

#### 5ª giornata
| Lublino 22 giugno 2019, ore 13:30 | Tytani Lublin | 0 – 28 (0-0 0-13 0-7 0-8) referto | Silesia Rebels | Stadion Lekkoatletyczny w Lublinie\| Arbitro: \| Ratajczak \| |
| Arbitro:                          | Ratajczak     |                                   |                |                                                               |

| Stettino 22 giugno 2019 | Armada Szczecin | 36 – 14 (13-0 14-0 7-0 2-14) referto | Jaguars Kąty Wrocławskie | Boisko MOSiR Szczecin\| Arbitro: \| Radziński \| |
| Arbitro:                | Radziński       |                                      |                          |                                                  |

| Rzeszów 22 giugno 2019, ore 18:00 | Rzeszów Rockets | 34 – 6 (0-0 7-0 13-6 14-0) referto | Przemyśl Bears | Stadion Resovii (boisko boczne)\| Arbitro: \| Rączkowski \| |
| Arbitro:                          | Rączkowski      |                                    |                |                                                             |

#### 6ª giornata
| Toruń 13 luglio 2019, ore 12:00 | Angels Toruń | 6 – 26 (0-6 0-6 0-14 6-0) referto | Armada Szczecin | Boisko MOSiR |

| Kąty Wrocławskie 13 luglio 2019 | Jaguars Kąty Wrocławskie | 24 – 0 referto | Białe Lwy Gdańsk | Boisko przy GOKiS Kąty Wrocławskie |

| Rzeszów 14 luglio 2019, ore 13:00 | Rzeszów Rockets | 53 – 0 (22-0 19-0 6-0 6-0) referto | Hammers Łaziska Górne | Stadion Resovii (boisko boczne) |

| Chorzów 14 luglio 2019, ore 13:00 | Silesia Rebels | 46 – 0 referto | Tytani Lublin | Stadion Śląski |

#### 7ª giornata
| Wałbrzych 20 luglio 2019 | Miners Wałbrzych | 28 – 0 referto | Jaguars Kąty Wrocławskie | Stadion Tysiąclecia w Wałbrzychu |

| Łaziska Górne 20 luglio 2019, ore 14:30 | Hammers Łaziska Górne | 30 – 64 referto | Silesia Rebels | Boisko Polonii Łaziska |

#### 8ª giornata
| Danzica 27 luglio 2019, ore 14:00 | Białe Lwy Gdańsk | 6 – 7 (0-0 0-0 0-0 6-7) referto | Angels Toruń | Stadio di atletica leggera e rugby |

| 27 luglio 2019 | Armada Szczecin | 46 – 0 (6-0 20-0 14-0 6-0) referto | Miners Wałbrzych |  |

| Przemyśl 28 luglio 2019, ore 13:00 | Przemyśl Bears | 27 – 35 referto | Rzeszów Rockets | Stadion Polonii Przemyśl |

#### 9ª giornata
| Toruń 3 agosto 2019, ore 14:00 | Angels Toruń | 40 – 13 (14-0 14-0 6-7 6-6) referto | Jaguars Kąty Wrocławskie | Boisko MOSiR |

| Stettino 3 agosto 2019 | Armada Szczecin | 41 – 0 (6-0 14-0 21-0 0-0) referto | Białe Lwy Gdańsk | Boisko MOSiR |

| Lublino 3 agosto 2019 | Tytani Lublin | 14 – 23 referto | Rzeszów Rockets | Stadion Lekkoatletyczny w Lublinie |

| Chorzów 4 agosto 2019, ore 13:30 | Silesia Rebels | 50 – 0 referto | Hammers Łaziska Górne | Stadion Śląski |

#### 10ª giornata
| Łaziska Górne 10 agosto 2019 | Hammers Łaziska Górne | 39 – 16 referto | Tytani Lublin | Boisko Polonii Łaziska |

| Wałbrzych 10 agosto 2019 | Miners Wałbrzych | 25 – 6 referto | Białe Lwy Gdańsk | Stadion Tysiąclecia w Wałbrzychu |

| Kąty Wrocławskie 10 agosto 2019 | Jaguars Kąty Wrocławskie | 0 – 41 referto | Armada Szczecin | Stadion Miejski w Kątach Wrocławskich |

| Katowice 11 agosto 2019 | Silesia Rebels | 40 – 12 referto | Przemyśl Bears | Boisko Rapid |

#### 11ª giornata
| Toruń 17 agosto 2019, ore 14:00 | Angels Toruń | 35 – 0 (14-0 0-0 14-0 7-0) referto | Miners Wałbrzych | Boisko MOSiR |

#### 12ª giornata
| Łaziska Górne 24 agosto 2019, ore 15:00 | Hammers Łaziska Górne | 24 – 47 referto | Rzeszów Rockets | Boisko Polonii Łaziska |

| Lublino 24 agosto 2019, ore 16:00 | Tytani Lublin | 14 – 6 (7-0 7-0 0-6 0-0) referto | Przemyśl Bears | Stadion Lekkoatletyczny w Lublinie |

| Danzica 25 agosto 2019, ore 12:00 | Białe Lwy Gdańsk | 38 – 7 (0-7 8-0 16-0 14-0) referto | Jaguars Kąty Wrocławskie | Stadio di atletica leggera e rugby |

| Stettino 25 agosto 2019 | Armada Szczecin | 20 – 0 (13-0 0-0 7-0 0-0) referto | Angels Toruń | Boisko MOSiR Szczecin |

#### 13ª giornata
| Wałbrzych 31 agosto 2019 | Miners Wałbrzych | 0 – 49 referto | Armada Szczecin | Stadion Tysiąclecia w Wałbrzychu |

| Kąty Wrocławskie 1º settembre 2019 | Jaguars Kąty Wrocławskie | 48 – 41 referto | Angels Toruń | Boisko przy GOKiS Kąty Wrocławskie |

| Rzeszów 1º settembre 2019, ore 15:00 | Rzeszów Rockets | 12 – 27 (0-7 6-7 0-0 6-13) referto | Silesia Rebels | Stadion Resovii (boisko boczne) |

#### 14ª giornata
| Danzica 7 settembre 2019 | Białe Lwy Gdańsk | 0 – 28 (0-7 0-7 0-6 0-8) referto | Miners Wałbrzych | Stadio di atletica leggera e rugby |

| Przemyśl 8 settembre 2019, ore 15:00 | Przemyśl Bears | 12 – 20 referto | Hammers Łaziska Górne | Stadion im. mjr. Mieczysława Słabego |

### Classifiche
Le classifiche della regular season sono le seguenti:
- PCT = percentuale di vittorie, G = partite giocate, V = partite vinte,  P = partite perse, PF = punti fatti, PS = punti subiti

#### Gruppo Ovest
| Pos. | Squadra                  | PCT   | G | V | P | PF  | PS  |
| ---- | ------------------------ | ----- | - | - | - | --- | --- |
| 1    | Armada Szczecin          | 1.000 | 8 | 8 | 0 | 283 | 20  |
| 2    | Miners Wałbrzych         | .625  | 8 | 5 | 3 | 126 | 157 |
| 3    | Angels Toruń             | .500  | 8 | 4 | 4 | 181 | 148 |
| 4    | Jaguars Kąty Wrocławskie | .250  | 8 | 2 | 6 | 113 | 241 |
| 5    | Białe Lwy Gdańsk         | .125  | 8 | 1 | 7 | 57  | 194 |

#### Gruppo Est
| Pos. | Squadra               | PCT   | G | V | P | PF  | PS  |
| ---- | --------------------- | ----- | - | - | - | --- | --- |
| 1    | Silesia Rebels        | 1.000 | 8 | 8 | 0 | 314 | 70  |
| 2    | Rzeszów Rockets       | .750  | 8 | 6 | 2 | 263 | 129 |
| 3    | Hammers Łaziska Górne | .375  | 6 | 3 | 5 | 144 | 282 |
| 4    | Tytani Lublin         | .250  | 6 | 2 | 6 | 90  | 224 |
| 5    | Przemyśl Bears        | .125  | 6 | 1 | 7 | 89  | 195 |

## Playoff

### Tabellone
|  | Semifinali | Semifinali       | Semifinali |                |    | II Finał LFA2   | II Finał LFA2 | II Finał LFA2 |  |
|  |            |                  |            |                |    |                 |               |               |  |
|  | 1O         | Armada Szczecin  | 35         |                |    |                 |               |               |  |
|  | 1O         | Armada Szczecin  | 35         |                |    |                 |               |               |  |
|  | 2E         | Rzeszów Rockets  | 10         |                |    |                 |               |               |  |
|  | 2E         | Rzeszów Rockets  | 10         |                | 1O | Armada Szczecin | 27            |               |  |
|  |            |                  |            |                | 1O | Armada Szczecin | 27            |               |  |
|  |            |                  | 1E         | Silesia Rebels | 0  |                 |               |               |  |
|  | 1E         | Silesia Rebels   | 1E         | Silesia Rebels | 0  | 21              |               |               |  |
|  | 1E         | Silesia Rebels   |            |                |    |                 |               |               |  |
|  | 2O         | Miners Wałbrzych | 16         |                |    |                 |               |               |  |

### Semifinali
| 15 settembre 2019 | Armada Szczecin | 35 – 10 (14-7 14-0 7-3 0-0) referto | Rzeszów Rockets |  |

| Chorzów 15 settembre 2019 | Silesia Rebels | 21 – 16 referto | Miners Wałbrzych | Stadion Śląski |

### II Finał LFA2
| 28 settembre 2019 | Armada Szczecin | 27 – 0 (0-0 9-0 6-0 12-0) referto | Silesia Rebels |  |

## II Finał LFA2
La II Finał LFA2 è stata disputata il 28 settembre 2019. L'incontro è stato vinto dall'Armada Szczecin sui Silesia Rebels con il risultato di 27 a 0.

## Verdetti
- Armada Szczecin Campioni della LFA2 2019